# Spelyngochthonius heurtaultae
Spelyngochthonius heurtaultae es una especie de arácnido  del orden Pseudoscorpionida de la familia Chthoniidae.

## Distribución geográfica
Se encuentra en Cerdeña y España.